# حزقيال أندريس رودريغيز
حزقيال أندريس رودريغيز (بالإسبانية: Juan Andrés Rodríguez Silva)‏ هو فارس ‏ غواتيمالي، ولد في 27 سبتمبر 1971.

## وصلات خارجية
- حزقيال أندريس رودريغيز على موقع أوليمبيديا (الإنجليزية)